# Brian Michael Noble
Brian Michael Noble (* 11. April 1936 in Lancaster, Lancashire; † 21. Oktober 2019 in Birkenhead) war ein britischer Geistlicher und römisch-katholischer Bischof von Shrewsbury.

## Leben
Brian Michael Noble empfing am 11. Juni 1960 die Priesterweihe für das Bistum Lancaster.
Papst Johannes Paul II. ernannte ihn am 23. Juni 1995 zum Bischof von Shrewsbury. Der Erzbischof von Birmingham, Maurice Couve de Murville, spendete ihm am 30. August desselben Jahres die Bischofsweihe; Mitkonsekratoren waren Patrick Kelly, Bischof von Salford, und John Brewer, Bischof von Lancaster.
Am 1. Oktober 2010 nahm Papst Benedikt XVI. seinen altersbedingten Rücktritt an.